# Baumberger Sandsteinmuseum

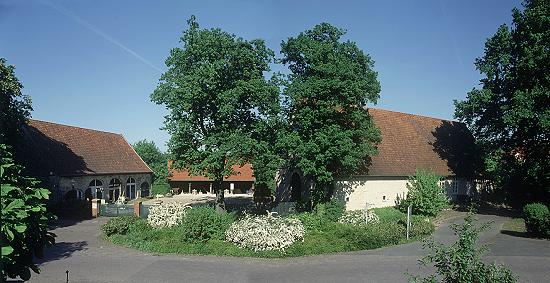
Das Baumberger Sandsteinmuseum

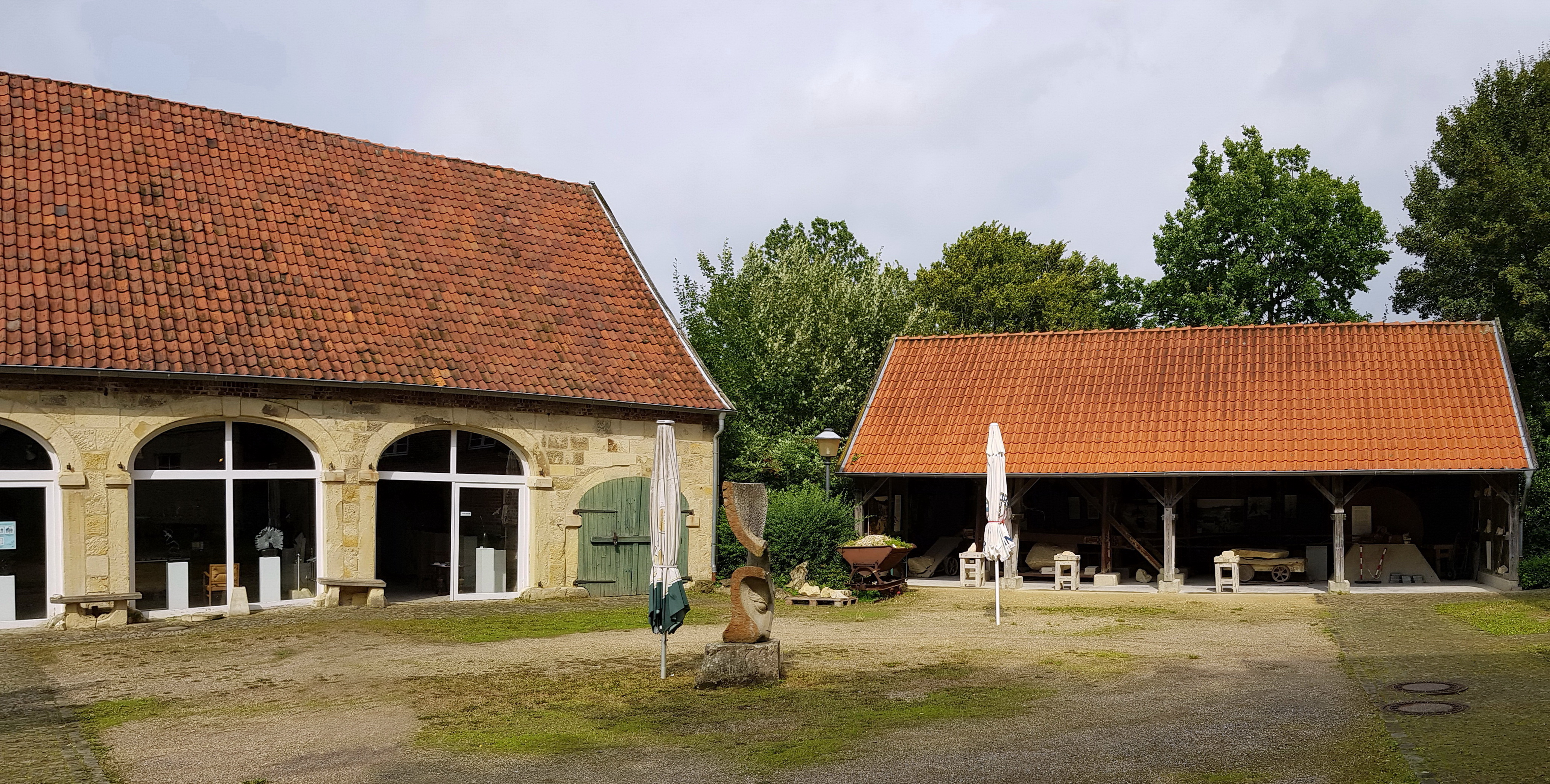
Remise und offene Scheune

Das Baumberger Sandsteinmuseum in Havixbeck bei Münster ist dem in den nahegelegenen Baumbergen abgebauten feinkörnigen gelben Baumberger Sandstein (Kalk-Sandstein) gewidmet. Es werden Geräte, Werkzeuge, typische Sandsteinprodukte und historische Steinskulpturen ausgestellt und der Arbeitsalltag der Steinmetze im Mittelalter gezeigt.

## Geschichte
Im Mittelalter fand der auch „Marmor des Münsterlandes“ genannte Sandstein in ganz Norddeutschland, den Niederlanden und sogar im Baltikum sowie bis Süd-Schweden Verwendung als Baumaterial und für Kunstwerke. Auch der Dom von Münster wurde aus diesem Stein errichtet. Das Baumberger Sandsteinmuseum wurde 1994 als kommunales Museum der Gemeinde Havixbeck eröffnet. Es wird seitdem vom Historiker Joachim Eichler geleitet. Anhand von Exponaten wird die Geschichte des Sandsteinabbaues im Steinbruch, der traditionellen Steinmetz-Arbeit und der Bildhauerei in den Baumbergen vom Mittelalter bis in die Neuzeit dargestellt. Die Dauerausstellung umfasst eine Fläche von knapp 500 m², Sonderausstellungen gibt es im Obergeschoss des Gebäudes auf 100 m², in der Remise und im Museumsgarten. In der offenen Scheune neben der Remise befindet eine große Gattersäge aus dem ehemaligen Steinbruch Hesselmann.
Das Museum befindet sich im unter Denkmalschutz stehenden alten Bauernhof Rabert. Im Erdgeschoss ist ein Café mit Gartenterrasse eingerichtet.

## Havixbecker Sandsteinweg

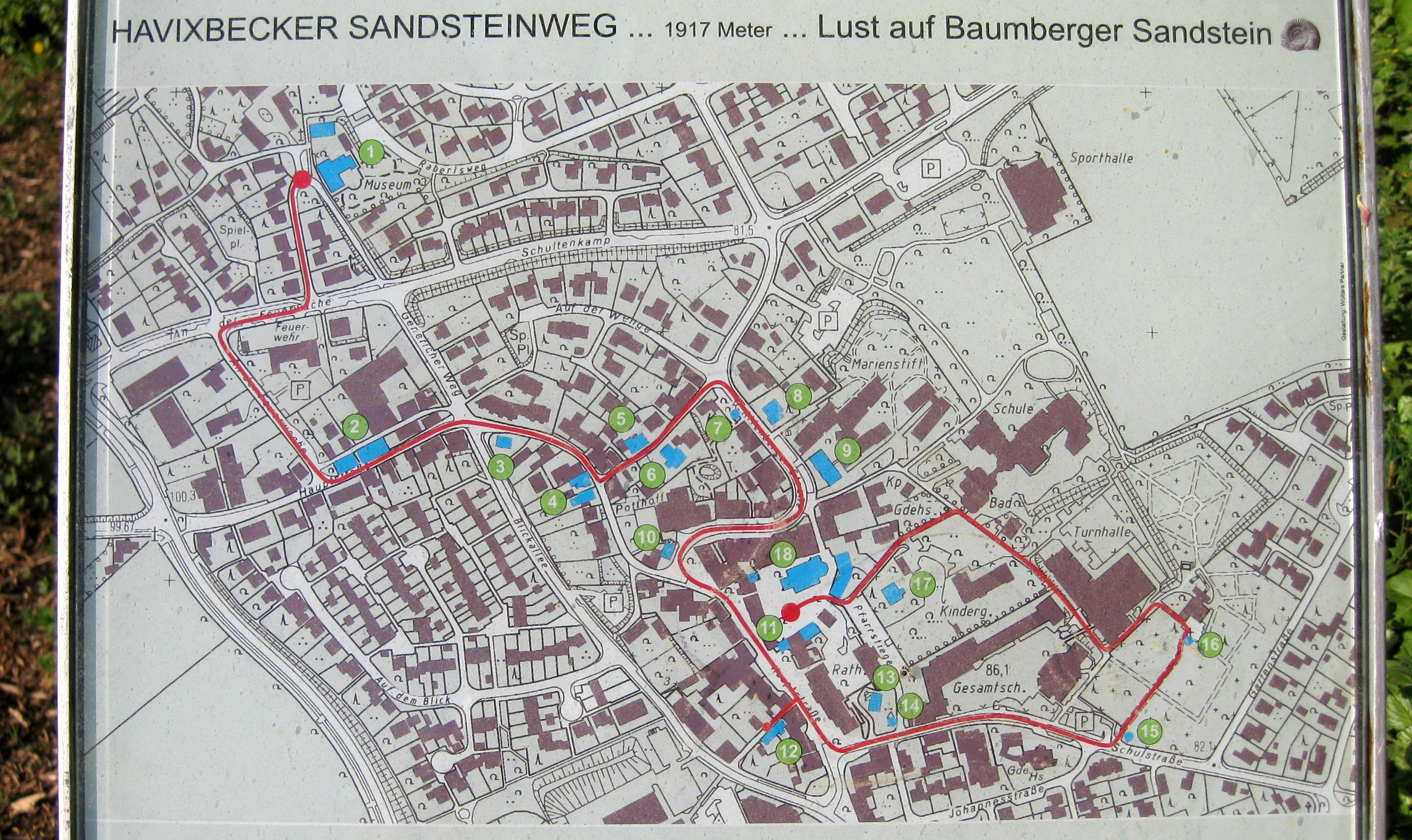
Sandsteinweg durch Havixbeck

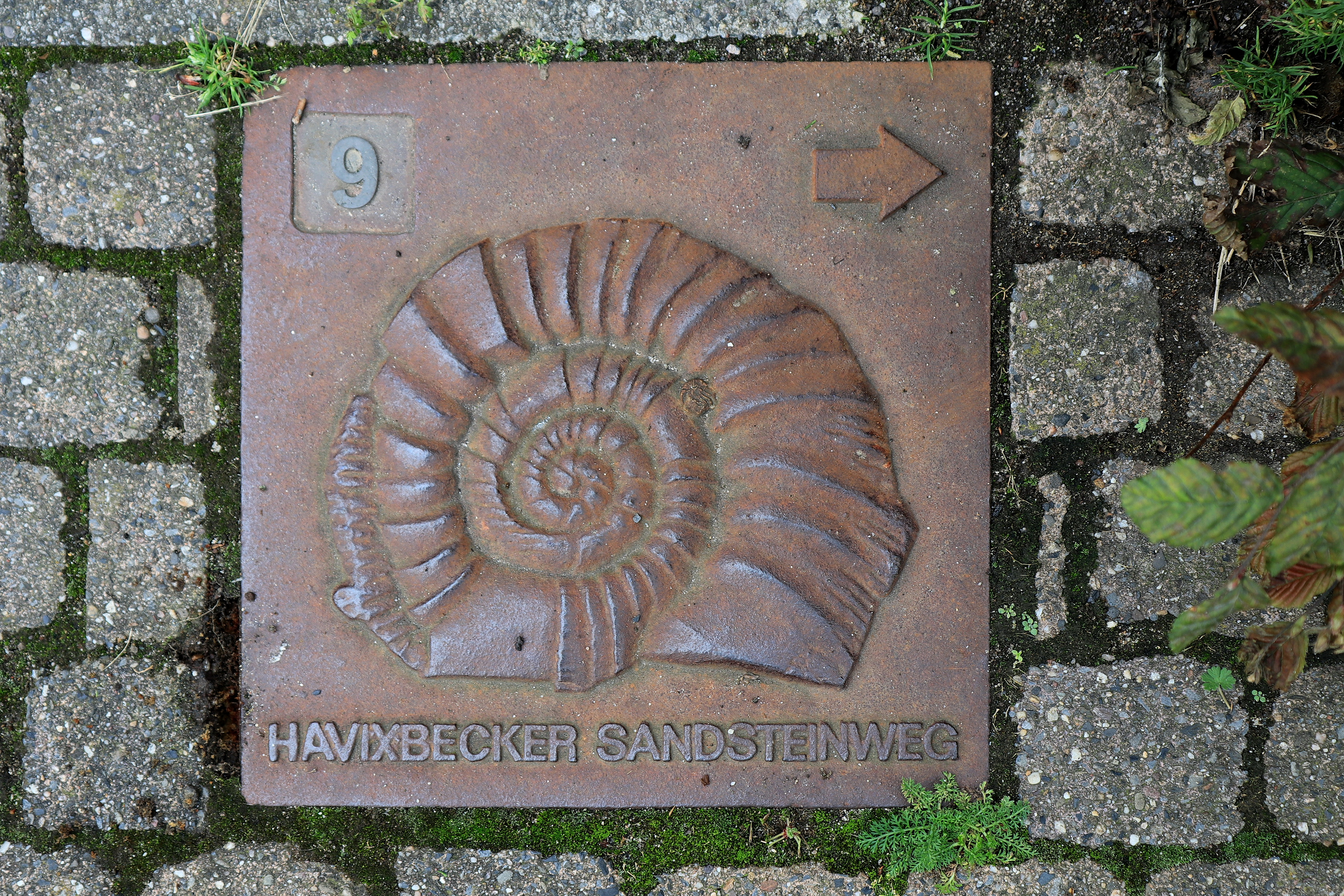
Symbolplatte am Sandsteinweg

Bei dem Havixbecker Sandsteinweg handelt es sich um einen 1917 Meter langen Weg durch die Gemeinde Havixbeck, der vorbei an verschiedenen Gebäuden, einem Bildstock und auf dem Friedhof die Verwendung des Sandsteins in der Vergangenheit und Gegenwart veranschaulicht. 
Die einzelnen Stationen sind 
1. Gennerich 9: Baumberger Sandstein-Museum
2. Hauptstraße 11/13: Wohnhaus mit Sandsteinfassaden aus dem 19. Jahrhundert
3. Hauptstraße 26: Giebelfassade mit Sandstein aus dem Jahr 2005
4. Hauptstraße 34/36: Wohnhäuser aus dem 19. Jahrhundert mit Sandsteinsockeln und Fenstergewände aus Sandstein
5. Bergstraße 5: Fachwerkhaus aus dem Jahr 1919 mit Sandsteinsockel
6. Bergstraße 8: Wohnhaus aus dem Jahr 1901 (erweitert 1931) mit Sandsteinfassade
7. Altenberger Straße: Sandsteinquaderbau Herz-Jesu-Kapelle aus den 1880er Jahren
8. Altenberger Straße 20: Eingeschossiger Backsteinbau aus dem Jahr 1927 mit Sockel aus Sandsteinbruch und einer Sandsteinplatte mit Äskulapstab am Eingang des Gebäudes
9. Altenberger Straße 18: Sandsteinfassade im Stil der Neugotik aus dem Jahr 1887
10. Altenberger Straße 3: Wohn- und Geschäftshaus mit Sandsteinfassade (Ende des 20. Jahrhunderts) und Sandsteinsockel
11. Hauptstraße 51: Aus Sandsteinquadern errichtetes Gotisches Torhaus (Giebelhaus)
12. Hauptstraße 60: 1833/34 erbautes Sandsteingebäude (Mädchenschule)
13. Schulstraße 3: Backsteingebäude (Handwerkerhaus Haus Averdieck) aus den Jahren 1860 bis 1880 mit Sandsteinrahmungen der Fenster
14. Schulstraße 3: Bildstock (Haus Averdieck)
15. Schulstraße: Aus Sandsteinquadern in den 1920er Jahren als Achteckbau errichtete Kriegergedächtniskapelle am Eingang zum Havixbecker Friedhof
16. Schulstraße: Großes aus Sandstein 1844 errichtetes Kreuz im Zentrum des Friedhofs und unterschiedliche Facetten für Grabmale auf dem Friedhof
17. Pfarrstiege 14: Zweigeschossiges Pfarrhaus aus massiven Sandsteinquadern aus dem Jahr 1887
18. Kirchplatz: Katholische Pfarrkirche St. Dionysius, katholische öffentliche Pfarrbücherei, Wohn- und Verwaltungsgebäude Kirchplatz 6 (massives Sandsteingebäude aus den 1880er Jahren) und Marienkapelle (Pestkapelle)

An den einzelnen Stationen befinden sich Symbolplatten mit einem Pfeil, der den weiteren Weg weist.